# Ричард Никсон
Ричард Милхаус Никсон (енгл. Richard Milhous Nixon; Јорба Линда, Калифорнија, 9. јануар 1913 — Њујорк, 22. април 1994) био је 37. председник САД на дужности између 1969. и 1974. године, када је постао једини амерички председник који је дао оставку на ту функцију. Никсон је претходно служио као представник и сенатор из Калифорније и као потпредседник између 1953. и 1961. Први је председник САД који је посетио Југославију.

## Биографија
Никсон се родио у Јорба Линди у Калифорнији. Након окончања преддипломских студија на Колеџу Витер, дипломирао је на Правном факултету Универзитета Дјук 1937. године, након чега се вратио у Калифорнију на приправнички рад. Он и супруга Пет Никсон преселили су се у Вашингтон 1942. како би радили за савезну владу. Никсон је потом био на активној служби у Америчкој морнарици током Другог светског рата. У Представнички дом изабран је као кандидат калифорнијског 12. конгресног округа 1946. године, а у Сенат је изабран 1950. Због вођења Хисовог случаја, стекао је репутацију водећег антикомунисте, чиме је постао познат у целој држави. Био је кандидат за потпредседника Двајту Ајзенхауеру, републиканском председничком кандидату на изборима 1952. Никсон је осам година био на функцији потпредседника. Водио је неуспешну председничку кампању 1960. године, када је за малу разлику изгубио од Џона Кенедија. Изгубио је и изборе за калифорнијског гувернера од Пета Брауна 1962. Поновно је учествовао на председничким изборима 1968. године, када је поразио Хјуберта Хамфрија.
Никсон је окончао америчко уплитање у Вијетнамски рат 1973. године, и вратио америчке ратне заробљенике. Истовремено је окончао и регрутацију. Никсонова посета Народној Републици Кини 1972. отворила је дипломатске односе између двају држава, а иницирао је и детант те Споразум о ограничењу система противракетне одбране са Совјетским Савезом исте године. Његова је администрација уопштено преносила савезне надлежности на државни ниво. Наметнуо је контроле плата и цена за период од 90 дана, уводио десегрегацију у јужњачке школе и успоставио Агенцију за заштиту околиша. Никсон је председавао и над слетањем на Месец од стране Апола 11, чиме је окончана трка за Месец. Поновно је изабран за председника на изборима 1972. године, и то једном од највећих победа у историји САД када је поразио Џорџа Мекговерна.
Идућа година била је обележена арапским нафтним ембаргом, рационисањем бензина, те континуираном серијом открића о скандалу Ватергејт. Скандал је ескалирао, што је Никсона коштало политичке подршке, те је 9. августа 1974. дао оставку у околностима готово сигурног опозива. Након оставке, помилован је од стране његовог наследника Џералда Форда. У мировини Никсон је написао неколико књига и предузео је неколико путовања изван САД што му је омогућило рехабилитацију имиџа. Доживео је мождани удар 18. априла 1994. године, у 81. години, а сахрањен је четири дана касније.

## Дела
- Nixon, Richard M (1960). Six Crises. Doubleday,. ISBN 978-0-385-00125-0..
- Nixon, Richard M (1978). RN: The Memoirs of Richard Nixon. Simon & Schuster,. ISBN 978-0-671-70741-5..
- Nixon, Richard M (1980). The Real War. Sidgwick & Jackson Ltd. ISBN 978-0-283-98650-5..
- Nixon, Richard M (1982). Leaders. Random House. ISBN 978-0-446-51249-7..
- Nixon, Richard M (1984). Real Peace. Sidgwick & Jackson Ltd. ISBN 978-0-283-99076-2..

- Nixon, Richard M (1987). No More Vietnams. Arbor House Publishing. ISBN 978-0-87795-668-6..
- Nixon, Richard M (1988). 1999: Victory Without War. Simon & Schuster. ISBN 978-0-671-62712-6..
- Nixon, Richard M (1990). In the Arena: A Memoir of Victory, Defeat, and Renewal. Simon & Schuster. ISBN 978-0-671-72318-7..
- Nixon, Richard M. (1992). Seize the Moment: America's Challenge in a One-Superpower World. Simon & Schuster. ISBN 978-0-671-74343-7..
- Nixon, Richard M (1994). Beyond Peace. Random House. ISBN 978-0-679-43323-1..

## У посети Београду
- Долазак у Београд
- Са Титом приликом доласка
- У посети Београду
- Ричард Никсон и Тито са супругама